# Bergnejlika
Bergnejlika (Dianthus gratianopolitanus)  är en nejlikväxtart som beskrevs av Dominique Villars.
Växten ingår i släktet nejlikor, och familjen nejlikväxter.
Bergnejlika förekommer tillfälligt i Sverige, men reproducerar sig inte där.